# Aggregatibacter
Aggregatibacter (do latim aggregare+bacter, bactérias agregantes) é um gênero de proteobacterias, gram-negativas, cocobacilares de 0,5 x 1,5 µm, anaeróbias facultativas, não-móveis, de crescimento fastidioso (14 dias), que são flora normal de boca e faringe. Nomeados por sua tendência a agregar-se em pares ou cachos. Capnófilos, crescem bem a 5% de CO2.

## Colônias
As colônias tem cerca de 0,5-1,0 mm de diâmetro, bordas irregulares, translúcidas, superfície enrugada, fortemente aderente ao agar. Incubações prolongadas podem dar origem a uma formação de estrelas no centro da colônia. Oxidase negativa, indol negativa, produz catalase, reduz nitratos, produz fosfatases ácidas e alcalinas, fermentador, não hemolíticas. Não requer fatores de crescimento.

## Espécies
Contém apenas três espécies:
- A. actinomycetemcomitans (Klinger 1912): Antigamente Actinobacillus actinomycetemcomitans.
- A. aphrophilus (Khairat 1940): Antigamente Haemophilus aphrophilus
- A. segnis (Kilian 1977): Antigamente Haemophilus  segnis

## Patologias
Podem causar infecções na boca (periodontite) e no coração (endocardite infecciosa) em humanos. Também podem causar osteomielite, glomerulonefrite, endoftalmite, pneumonia, abcesso cerebral e abcesso hepático. É susceptível a cefalosporinas, tetraciclinas e fluoroquinolonas, que descrevem a resistência à penicilina, ampicilina, amicacina e macrólidos.